# Clinodiplosis artemisiarum
Clinodiplosis artemisiarum är en tvåvingeart som först beskrevs av Jean-Jacques Kieffer 1909.  Clinodiplosis artemisiarum ingår i släktet Clinodiplosis och familjen gallmyggor. Inga underarter finns listade i Catalogue of Life.